# 朱典櫍
萬安康懿王朱典櫍（1513年12月17日—1571年1月17日），號太和子，明朝伊藩第一代萬安王，伊敬王朱訏淳庶第二子。

## 生平
正德八年十一月二十一日（1513年12月17日）生。嘉靖七年（1528年）十月，封萬安王，歲祿一千石。
嘉靖二十年（1541年），伊王朱訏淳上奏稱，朱典櫍為初封郡王，依例歲祿當為二千石，如今止支一千石，請求補給。明世宗答覆稱，朱典櫍受封在條例頒布前，因此不補給。
嘉靖四十三年（1564年），伊王朱典楧被廢為庶人，發往鳳陽高墻安置，朱典櫍受命管理伊王府事。
隆慶四年十二月二十二日（1571年1月17日），朱典櫍去世，享年五十八歲，諡號康懿。萬曆三年（1575年），嫡第四子萬安王長子朱褒𰞒襲爵。

## 家庭

### 妻
- 王氏（1517年－1537年），東城兵馬副指揮王雄女，嘉靖十年（1531年）封萬安王妃[5]，生懷恩縣主、安城縣主。
- 張氏（1522年－1590年），兵馬副指揮張憲女，封萬安王繼妃，生朱褒煇、朱褒𰞒、朱褒、寧德縣主、武昌縣主[6]。

### 妾
- 顧氏，封萬安王夫人，生朱褒勳
- 陳氏，封萬安王夫人，生朱褒爝
- 湯氏，封萬安王夫人，生上蔡縣主
- 潘氏，封萬安王夫人

### 子
共十五子。
- 庶第一子：鎮國將軍朱褒勳，夫人張氏
- 庶第二子：鎮國將軍朱褒爝，夫人蘇氏
- 嫡第三子：萬安王長子朱褒煇，夫人李氏
- 嫡第四子：萬安王長子→萬安昭和王朱褒𰞒[1]
- 嫡某子：鎮國將軍朱褒[6]

### 女
共十一女。
- 嫡第一女：懷恩縣主，儀賓李深
- 嫡第二女：安城縣主，儀賓常士益
- 嫡第三女：寧德縣主，儀賓葉舜[1]
- 嫡第四女：武昌縣主，儀賓金天爵[6]
- 庶第五女：上蔡縣主，儀賓周大成[1]

### 孫
- 孫：朱坷埬
- 孫：朱坷埪
- 孫：朱坷𡐔
- 孫女：昌武郡君

## 墓葬
隆慶六年十一月二十日（1572年12月24日），朱典櫍葬於洛陽城西北（今洛陽市西工區紅山街道）。1974年，考古學家發掘其墓葬。

萬安康懿王墓誌銘

賜進士第通議大夫南京刑部右侍郎前戶科都給事中侍經筵柱峰王正國撰

賜進士第進階正二品資善大夫山西布政使司左布政使嵩野朱用書

賜進士第奉政大夫山西按察司提學僉事前尚寶司卿書川劉奮庸篆

萬安康懿王者，太祖高皇帝六世孫，伊敬王之次子也。太祖龍飛淮甸，混一土宇，乃以第二十四子分封洛中，是為伊厲王。厲生簡王。簡生安王。安生悼王、定王。定生莊王、敬王。敬王配妃傅氏、魏氏。生二子：長曰典楧，襲封伊王；次即王也。嘉靖甲子，楧以罪廢，安置鳳陽，敕命王管理府事。王諱典櫍，自稱太和子。器宇凝重，天性孝友，讀書循禮，篤信善行。既理府事，益加敬慎，遵崇祖訓，毋敢急忽。且好賢忘勢，樂與賢士大夫遊。起亭榭，置苑囿。每遇嘉辰，則延客雅會，開尊賦詩，談笑終日，至夜分無倦。故臺省之官、緒紳之士，鮮有不造其門者。凡次第王之名，德必首曰萬安云。王生於正德癸酉十一月二十一日，薨於隆慶庚午十二月二十二日，享年五十有九。訃聞於朝，皇上深加悼惜，輟鐘鼓一日，遣行人黃德洋致祭。塋葬，復敕禮議，諡曰康懿。若王者，可謂善始令終，極其榮且備矣。王薨後二年，是為隆慶壬申，乃葬王洛城之西北郊之新兆，十一月二十日也。配妃王氏，兵馬雄女，先王薨。繼妃張氏，兵馬憲女。夫人顧氏、陳氏、陳氏、湯氏、潘氏。男子十五人：長鎮國褒勳，娶張，夫人顧氏出。次鎮國褒爝，娶蘇，夫人陳氏出。次褒煇，封長子，娶李氏，薨。次褒𰞒，復封長子，聘謝氏。俱張氏出。其餘子俱未名封。女子十一人：長封懷恩縣主，配儀賓李深。次安城縣主，配儀賓常士益。王氏出。次寧德縣主，配儀賓葉舜。次武昌縣主，未配。俱張氏出。次上蔡縣主，配儀賓周大成，湯氏出。餘者俱幼。孫男三：曰珂堜、珂埪、坷𡐔，一未名。孫女五：長封昌武郡君，餘俱幼。銘曰：

赫赫伊藩，爰自厲王。分封錫土，實維洛陽。簡安悼定，莊王則立。賢而弗嗣，敬以弟及。是生萬安，樂善親賢。紹休纘德，益懋撝謙。植學履道，恭儉温良。年嗇德豐，厥後永昌。北邙之陽，洛水之干。龍旗金棺，載栖載安。